# وكالة الحماية المدنية (إيطاليا)
الحماية المدنية ، (رسميًا: Dipartimento della Protezione Civile) (إدارة الحماية المدنية) ، هي الهيئة الوطنية في إيطاليا التي تتعامل مع التنبؤ بالأحداث الطارئة والوقاية منها وإدارتها. تأسست في عام 1992 ، و تم تحديثها في عام 2012 ، ويشرف عليه مكتب رئيس الوزراء . تتمثل واجباتها في التنبؤ بالكوارث والكوارث الطبيعية والكوارث الطبيعية والاصطناعية، والوقاية منها وإدارتها على المستوى الوطني. الهدف الرئيسي هو حماية الحياة والممتلكات والمستوطنات والبيئة من الأضرار والمخاطر.
الرئيس الحالي هو أنجيلو بوريلي.
من أجل التعامل مع المواقف الخطرة والصعبة، تحتاج الوكالة إلى قدر كبير من المتطوعين وجميع القوى الموجودة الأخرى. تشارك أكثر من 5000 المنظمات التطوعية المحلية لأنشطتها  التي تمثل العمود الفقري للوكالة.

## منظمة
تتكون الحماية المدنية من:
- القوات المسلحة الإيطالية
- قوات الشرطة الإيطالية
- رجال الإطفاء
- الصليب الأحمر الإيطالي
- خدمة الصحة الوطنية
- لجنة البحث العلمي

## روابط خارجية
- الموقع الرسمي
 باللغة الإيطالية
- تفاصيل الأسطول